# Valentino Fois
Valentino Fois (Bérgamo, 23 de septiembre de 1973 - Villa d'Almè, 28 de marzo de 2008) fue un ciclista italiano que fue profesional de 1996 a 2008. 
Valentino Fois comenzó su carrera profesional en 1996 en el equipo Panaria-Vinavil. Hizo una gran primera temporada consiguiendo una victoria de etapa en el Tour de Polonia y unos buenos resultados en las semiclásicas italianas (Giro de Emilia, Coppa Placci, Milán-Turín), fue reclutado para la siguiente temporada por el equipo Mapei-GB. Dio positivo por DHEA dos veces durante la temporada y la comisión antidopaje del Comité Olímpico Nacional Italiano le suspendió 6 meses.
Tras fichar en el 2002 por el equipo Mercatone Uno, fue suspendido de nuevo por dopaje al usar nandrolona durante la Vuelta a Austria, esta vez por tres años. Durante este período, se enfrentó a problemas de drogas, depresión y ansiedad; en septiembre de 2007 fue declarado culpable de robo.
Con el apoyo de su amigo Pavel Tonkov, reanudó su carrera mediante la firma de un nuevo contrato con el equipo Amore & Vita finales de 2007. Sin embargo, fue encontrado muerto en su casa de Villa d'Almè unos meses más tarde, el 28 de marzo de 2008 al sufrir una pulmonía.

## Palmarés
1995
- Giro del Valle de Aosta, más 3 etapas

1996
- 1 etapa de la Tour de Polonia

1997
- 3º en el Campeonato de Italia en Ruta

1999
- Giro del Mendrisiotto

## Resultados en Grandes Vueltas y Campeonatos del Mundo
Durante su carrera deportiva ha conseguido los siguientes puestos en las Grandes Vueltas y en los Campeonatos del Mundo en carretera:
| Carrera         | 1996 | 1997 | 1998 | 1999 | 2000 | 2001 | 2002 | 2003 | 2004 | 2005 | 2006 | 2007 | 2008 |
| --------------- | ---- | ---- | ---- | ---- | ---- | ---- | ---- | ---- | ---- | ---- | ---- | ---- | ---- |
| Giro de Italia  | -    | -    | -    | -    | -    | -    | -    | -    | -    | -    | -    | -    | -    |
| Tour de Francia | 52.º | Ab.  | -    | -    | -    | -    | -    | -    | -    | -    | -    | -    | -    |
| Vuelta a España | -    | -    | -    | -    | -    | -    | -    | -    | -    | -    | -    | -    | -    |
| Mundial en Ruta | -    | -    | -    | -    | -    | -    | -    | -    | -    | -    | -    | -    | -    |

-: no participa

Ab.: abandono